# 기원전 28년

## 연호
- 전한(前漢) 하평(河平) 원년

## 기년
- 전한(前漢) 성제(成帝) 5년
- 신라(新羅) 혁거세 거서간(赫居世居西干) 30년
- 고구려(高句麗) 동명성왕(東明聖王) 10년

## 사건
- 낙랑이 신라를 침범하였으나 도덕의 나라라 하여 스스로 물러갔다.[1]

- 5월 10일 왕조의 중국의 천문학들에 의해 태양의 흑점이 관측된 것으로, 중국에서 가장 오래된 흑점 관측 중 하나이다.

## 과학
- 음력 4월 그믐 기해에 일식이 있었다.[2]

## 참고 문헌
- 김부식 (1145). 〈권제1 혁거세 거서간 條〉. 《삼국사기》.